# 1191년

## 연호
- 남송(南宋) 소희(紹熙) 2년
- 금(金) 명창(明昌) 2년
- 일본(日本) 겐큐(建久) 2년
- 서하(西夏) 건우(乾祐) 22년
- 리 왕조(李朝) 티엔뜨자투이(天資嘉瑞) 6년

## 기년
- 남송(南宋) 광종(光宗) 2년
- 금(金) 장종(章宗) 2년
- 고려(高麗) 명종(明宗) 21년
- 서하(西夏) 인종(仁宗) 52년
- 리 왕조(李朝) 고종(高宗) 16년

## 사건
- 9월 7일 - 제3차 십자군 원정에서 잉글랜드의 리처드 1세가 아르수프 전투에서 살라딘을 패배시킴